# Атланта (Тексас)
Атланта (енгл. Atlanta) град је у америчкој савезној држави Тексас. По попису становништва из 2010. у њему је живело 5.675 становника.

## Демографија
Према попису становништва из 2010. у граду је живело 5.675 становника, што је 70 (1,2%) становника мање него 2000. године.
| Група             | 2000.         | 2010.         |
| Белци             | 3.854 (67,1%) | 3.588 (63,2%) |
| Афроамериканци    | 1.679 (29,2%) | 1.713 (30,2%) |
| Азијати           | 21 (0,4%)     | 34 (0,6%)     |
| Хиспаноамериканци | 99 (1,7%)     | 230 (4,1%)    |
| Укупно            | 5.745         | 5.675         |